# انسجام صائت
الانسجام الصائت مماثلة الحرف الصائت لصائت آخر —في صفة لفظية— مخالف له لاجتماعهما لفظا أو حكما أي لاجتماعهما في كلمة واحدة أو أكثر.
الانسجام الصائت يقال له في العربية الإتباع.